# 伊東かどの台
伊東かどの台（いとうかどのだい）とは、静岡県伊東市の岡地区から荻地区にかけて造成されている温泉付き別荘地。

## 概要
伊東市街地の南方の高台にある門野(かどの)エリアの東部に造成されている温泉付き別荘地。総区画約320、総棟数約250、定住数約120世帯。
1972年（昭和47年）頃から分譲開始。管理は「伊東かどの台団地管理組合法人」が日本ハウズイングに委託。

## 施設
- 管理事務所
- プール
- テニスコート

## 交通・アクセス
別荘地専用バスが無いため、基本的に乗用車が必須。西方へ少し下ると、伊東駅とかどの球場を、南伊東駅経由でつなぐ東海バスの路線バスのバス停「かどの球場」がある。
最寄り駅である南伊東駅との距離は約3.4km、車で約8分。